# Décathlon aux Jeux olympiques d'été de 1972
Pour un article plus général, voir Athlétisme aux Jeux olympiques d'été de 1972.
Navigation
Mexico 1968 Montréal 1976
L'épreuve du décathlon aux Jeux olympiques de 1972 s'est déroulée les 7 et 8 septembre 1972 au Stade olympique de Munich, en République fédérale d'Allemagne.  Elle est remportée par le Soviétique Mykola Avilov qui établit un nouveau record du monde avec 8 454 pts (8 466 pts à la table actuelle de cotation).

## Résultats
| Rang               | Athlète              | Pays                 | Points  | Performances | Performances | Performances | Performances | Performances | Performances | Performances | Performances | Performances | Performances |
| ------------------ | -------------------- | -------------------- | ------- | ------------ | ------------ | ------------ | ------------ | ------------ | ------------ | ------------ | ------------ | ------------ | ------------ |
| Rang               | Athlète              | Pays                 | Points  | 100 m        | Longueur     | Poids        | Hauteur      | 400 m        | 110 m haies  | Disque       | Perche       | Javelot      | 1 500 m      |
| Médaille d'or      | Mykola Avilov        | Union soviétique     | 8454 WR | 804 11.00    | 957 7.68     | 750 14.36    | 959 2.12     | 875 48.50    | 926 14.31    | 818 46.98    | 945 4.55     | 781 61.66    | 639 4:22.8   |
| Médaille d'argent  | Leonid Lytvynenko    | Union soviétique     | 8035    | 773 11.13    | 780 6.81     | 739 14.18    | 760 1.89     | 880 48.40    | 845 15.03    | 833 48.84    | 909 4.40     | 748 58.94    | 768 4:05.9   |
| Médaille de bronze | Ryszard Katus        | Pologne              | 7984    | 831 10.89    | 8.8 7.09     | 752 14.39    | 788 1.92     | 847 49.10    | 914 14.41    | 744 43.00    | 932 4.50     | 761 59.96    | 577 4:31.9   |
| 4                  | Jeff Bennett         | États-Unis           | 7974    | 872 10.73    | 873 7.26     | 653 12.82    | 734 1.86     | 984 46.30    | 789 15.58    | 616 36.58    | 1005 4.80    | 730 57.48    | 718 4:12.2   |
| 5                  | Stefan Schreyer      | Allemagne de l'Est   | 7950    | 849 10.82    | 909 7.44     | 790 15.02    | 788 1.92     | 829 49.50    | 848 15.00    | 783 45.08    | 909 4.40     | 770 60.70    | 475 4:48.2   |
| 6                  | Freddy Herbrand      | Belgique             | 7947    | 804 11.00    | 881 7.30     | 722 13.91    | 891 2.04     | 814 49.80    | 862 14.87    | 820 47.12    | 909 4.40     | 639 50.42    | 605 4:27.7   |
| 7                  | Steen Smidt-Jensen   | Danemark             | 7947    | 787 11.07    | 810 6.95     | 687 13.35    | 865 2.01     | 801 50.10    | 887 14.65    | 778 44.80    | 1005 4.80    | 701 55.24    | 626 4:24.7   |
| 8                  | Tadeusz Janczenko    | Pologne              | 7861    | 895 10.64    | 877 7.28     | 756 14.45    | 891 2.04     | 847 49.10    | 670 16.89    | 786 45.26    | 932 4.50     | 807 63.80    | 400 5:01.5   |
| 9                  | Sepp Zeilbauer       | Autriche             | 7741    | 812 10.97    | 853 7.16     | 696 13.49    | 865 2.01     | 861 48.80    | 835 15.15    | 702 40.84    | 884 4.30     | 815 64.46    | 418 4:58.2   |
| 10                 | Bruce Jenner         | États-Unis           | 7722    | 721 11.35    | 721 6.53     | 700 13.56    | 788 1.92     | 829 49.50    | 788 15.59    | 729 42.24    | 945 4.55     | 833 66.02    | 668 4:18.9   |
| 11                 | Régis Ghesquière     | Belgique             | 7677    | 699 11.45    | 863 7.21     | 747 14.32    | 760 1.89     | 847 49.10    | 779 15.68    | 792 45.56    | 754 3.80     | 772 60.88    | 664 4:19.4   |
| 12                 | Yves Le Roy          | France               | 7675    | 819 10.94    | 885 7.32     | 722 13.90    | 680 1.80     | 866 48.70    | 813 15.34    | 763 44.04    | 932 4.50     | 781 61.66    | 414 4:58.9   |
| 13                 | Boris Ivanov         | Union soviétique     | 7657    | 747 11.24    | 734 6.59     | 757 14.47    | 788 1.92     | 797 50.20    | 874 14.76    | 716 41.58    | 884 4.30     | 819 64.84    | 541 4:37.4   |
| 14                 | Roger Lespagnard     | Belgique             | 7519    | 740 11.27    | 822 7.01     | 660 12.92    | 865 2.01     | 829 49.50    | 764 15.84    | 643 37.86    | 957 4.60     | 641 50.60    | 598 4:28.7   |
| 15                 | Barry King           | Royaume-Uni          | 7468    | 728 11.32    | 832 7.06     | 806 15.29    | 760 1.89     | 801 50.10    | 694 16.61    | 801 46.06    | 780 3.90     | 733 57.74    | 533 4:38.6   |
| 16                 | Radu Gavrilaş        | Roumanie             | 7417    | 672 11.57    | 800 6.90     | 642 12.65    | 865          | 766 50.90    | 835 15.13    | 696 40.52    | 909 4.40     | 726 57.16    | 506 4:43.1   |
| 17                 | Vijay Singh Chauhan  | Inde                 | 7378    | 721 11.35    | 804 6.92     | 754 14.42    | 680 1.80     | 810 49.90    | 847 15.01    | 785 45.18    | 728 3.70     | 716 56.34    | 533 4:38.6   |
| 18                 | Jean-Pierre Schoebel | France               | 7273    | 778 11.11    | 798 6.89     | 715 13.79    | 493 1.60     | 842 49.20    | 817 15.30    | 708 41.14    | 859 4.20     | 731 57.54    | 532 4:38.8   |
| 19                 | Heinz Born           | Suisse               | 7217    | 721 11.35    | 804 6.92     | 669 13.06    | 840 1.98     | 805 50.00    | 808 15.39    | 672 39.34    | 807 4.00     | 615 48.72    | 476 4:47.9   |
| 20                 | József Bakai         | Hongrie              | 7071    | 785 11.08    | 853 7.16     | 838 15.84    | 760 1.89     | 766 50.90    | 703 16.50    | 897 51.46    | 807 4.00     | 662 52.18    | 0 DNF        |
| 21                 | Jeff Bannister       | États-Unis           | 7022    | 783 11.09    | 861 7.20     | 741 14.21    | 634 1.86     | 958 46.80    | 0 DQ         | 724 42.00    | 807 4.00     | 724 56.98    | 690 4:15.8   |
| 22                 | Wilfred Mwalawanda   | Malawi               | 6227    | 591 11.95    | 533 5.68     | 617 12.27    | 540 1.65     | 691 52.70    | 543 18.54    | 662 38.82    | 615 3.30     | 894 71.28    | 541 4:37.4   |
|                    | Peter Gabbett        | Royaume-Uni          | DNF     | 893 10.65    | 859 7.19     | 702 13.59    | 734 1.86     | 994 46.10    | 800 15.47    | 792 45.58    | 700 3.60     | 0 NM         |              |
|                    | Ryszard Skowronek    | Pologne              | DNF     | 859 10.78    | 905 7.42     | 743 14.24    | 840 1.98     | 893 48.10    | 773 15.74    | 555 33.66    | 0 NM         |              |              |
|                    | Ruedi Mangisch       | Suisse               | DNF     | 857 10.79    | 808 6.94     | 617 12.27    | 760 1.89     | 918 47.60    | 776 15.71    | 623 36.92    | 0 NM         |              |              |
|                    | Luis Flores          | Guatemala            | DNF     | 668 11.59    | 717 6.51     | 584 11.78    | 634 1.75     | 762 51.00    | 625 17.44    | 597 35.64    | 0 NM         |              |              |
|                    | Clifford Brooks      | Barbade              | DNF     | 759 11.19    | 780 6.81     | 580 11.71    | 634 1.75     | 814 49.80    | 715 16.37    | 560 33.90    | 0 NM         |              |              |
|                    | Gerry Moro           | Canada               | DNF     | 690 11.49    | 802 6.91     | 727 13.99    | 734 1.86     | 720 52.00    | 723 16.28    | 0 NM         |              |              |              |
|                    | Joachim Kirst        | Allemagne de l'Est   | DNF     | 775 11.12    | 939 7.59     | 852 16.09    | 942 2.10     | 856 48.90    | 0 DNF        |              |              |              |              |
|                    | Hans-Joachim Walde   | Allemagne de l'Ouest | DNF     | 778 11.11    | 853 7.16     | 763 14.57    | 788 1.92     | 0 DNF        |              |              |              |              |              |
|                    | Lennart Hedmark      | Suède                | DNF     | 681 11.53    | 798 6.89     | 754 14.43    | 0 DNF        |              |              |              |              |              |              |
|                    | Hans-Joachim Perk    | Allemagne de l'Ouest | DNF     | 724 11.34    | 782 6.82     | 686 13.34    | 0 DNF        |              |              |              |              |              |              |
|                    | Horst Beyer          | Allemagne de l'Ouest | DNF     | 657 11.64    | 717 6.51     | 754 14.42    | 0 DNF        |              |              |              |              |              |              |
|                    | Renato Carnevali     | Italie               | DNS     | 0 DNS        |              |              |              |              |              |              |              |              |              |

## Légende
Records et Performances
- AR : Record continental (area record)
- CR : Record des championnats (championship record)
- MR : Record du meeting (meet record)
- NR : Record national (national record)
- OR : Record olympique (olympic record)
- PR : Record paralympique (paralympic record)
- PB : Record personnel (personal best)
- SB : Meilleure performance personnelle de la saison (season's best)
- WL : Meilleure performance mondiale de l'année (world leader)
- WJR : Record du monde junior (world junior record)
- WR : Record du monde (world record)

Circonstances et Conditions
- DNF : N'a pas terminé (did not finish)
- DNS : N'a pas pris le départ (did not start)
- DQ : Disqualification (disqualification)
- NM : Aucun essai valable enregistré (No Mark)
- Q : Qualifié « directement » au prochain tour (ou à la prochaine compétition), lors d'une compétition majeure, grâce au classement ou à la réalisation des minima (automatic qualifier)
- q : Qualifié au prochain tour (ou à la prochaine compétition), lors d'une compétition majeure, grâce au repêchage ou à la réalisation de l'une des meilleures performances parmi celles des « non qualifiés directement » (grâce au meilleur temps ou à la meilleure distance par exemple) (secondary qualifier)